# Станимир Вељковић Зеле
Станимир Вељковић Зеле (Лесковац, 28. јун 1919 — Југовац, код Прокупља, 13. април 1942), учесник Народноослободилачке борбе и народни херој Југославије.

## Биографија
Рођен је 28. јуна 1919. године у Лесковцу, а из места је Суво Поље код Бојника, које се по њему, од 1972. године, назива Зелетово.
Пре Другог светског рата је радио био студент права.
Члан Комунистичке партије Југославије је од 1939. године.
Учесник Народноослободилачке борбе је од 1941. године.
Био је члан Окружног комитета КПЈ за Лесковац и секретар Окружног комитета СКОЈ-а за Лесковац, а крајем 1941. године је укључен и у чланство Покрајинског комитета СКОЈ-а за Србију.
Погинуо је 13. априла 1942. године, у селу Југовцу, код Прокупља, заједно са Милошем Мамићем, чланом ПК КПЈ за Србију. Они су заједно пошли у обилазак партизанских одреда и партијских организација у Топлици. Када су свратили у село Југовац, да преноће, јаке бугарске снаге су опколиле село. Станимир Вељковић и Милош Мамић су им пружили јак отпор докле год су имали муниције, а погинули су када су последњим бомбама покушали пробој.
Указом Председништва АВНОЈ-а постхумно је 6. јула 1945. одликован Орденом заслуга за народ првог реда. Указом Президијума Народне скупштине Федеративне Народне Републике Југославије, 14. децембра 1949. године, проглашен је за народног хероја.
Лесковачка гимназија и основна школа у Бојнику носе његово име.